# Hospital Universitario de Maracaibo
El Hospital Universitario de Maracaibo es un hospital público que pertenece al Ministerio de Salud de Venezuela. Se encuentra en la ciudad de Maracaibo, ubicada al norte del Estado Zulia, en el occidente del país. El Hospital dedica parte de su actividad a la docencia e investigación médica y está comprometido con la Universidad del Zulia.

## Proyecto y construcción

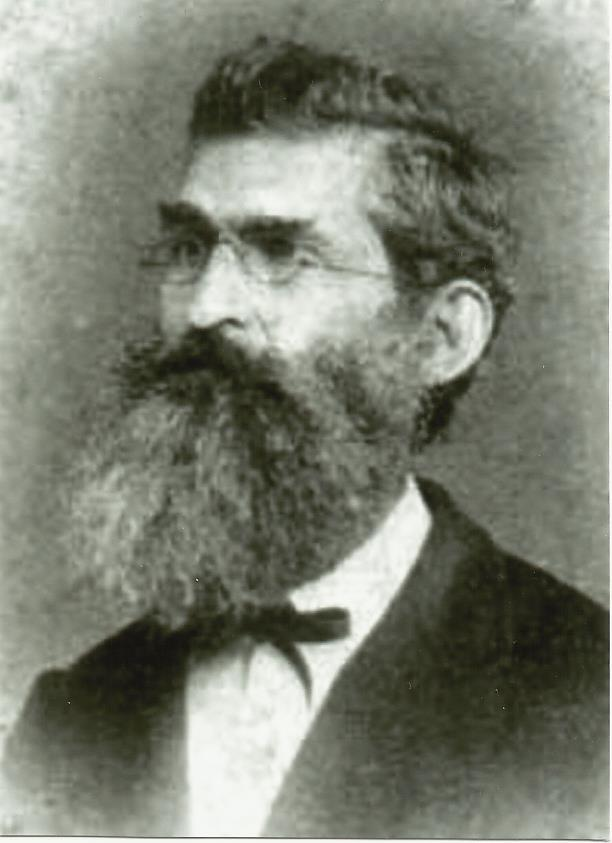
Doctor Joaquín Esteva Parra, promotor del Hospital Universitario de Maracaibo

El proyecto nació de la mente académica del doctor Joaquín Esteva Parra, fundador de los estudios universitarios de Medicina en el Estado Zulia. Desde finales del sigo XIX Esteva Parra se dedicó a promover ante todas las instancias gubernamentales la creación de un hospital en la ciudad, que estuviera involucrado con la Escuela de Medicina de Universidad del Zulia, que él había fundado en 1854.
El Hospital comenzó a construirse a mediados del siglo XX, como parte del programa de obras públicas realizadas durante la dictadura del General Marcos Pérez Jiménez. Su construcción, que duraría 10 años, se interrumpió tras la caída de la dictadura y no fue completada hasta el año 1960. Fue inaugurado el 18 de noviembre de ese año con una capacidad inicial de 605 camas, servicios de rayos X y laboratorio.
En 1967 se convirtió en el primer hospital venezolano en realizar un trasplante de riñón, operación que estuvo a cargo del médico zuliano Bernardo Rodríguez Iturbe. Cuenta con servicios básicos de Medicina Interna, de Cirugía general y de Pediatría. También con un anexo donde funciona la Maternidad "Castillo Plaza".
Entre los fines educativos vinculados a la Universidad del Zulia, destacan los postgrados que realiza esa casa de estudios dentro del hospital.

## Historia
La historia del Hospital Universitario de Maracaibo comienza a mediados del siglo XIX, cuando apenas se iniciaban los estudios de Medicina en el Zulia. Por entonces, la práctica e investigación no estaban contempladas en la formación académica de los estudiantes venezolanos. 

### Joaquín Esteva Parra. El promotor

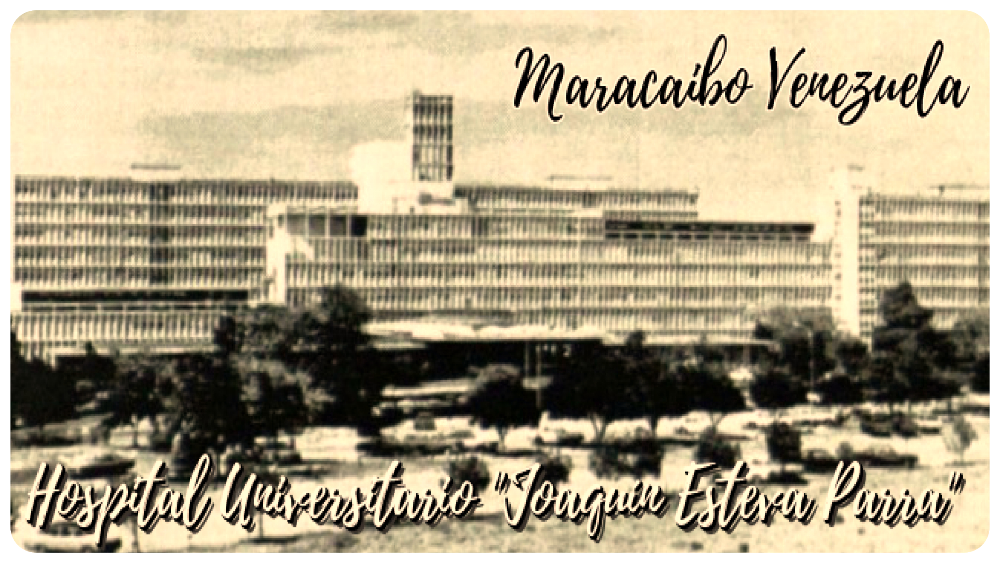
Tarjeta postal con el nombre original, Hospital Universitario "Joaquín Esteva Parra"

La idea de crear un hospital universitario en Maracaibo se debe a la cruzada emprendida por el médico catedrádico zuliano Joaquín Esteva Parra, pionero de la medicina científica en Venezuela. El doctor Esteva Parra fundó los estudios de Medicina del Estado Zulia al crear en el Colegio Nacional de Maracaibo, la Escuela de Medicina de la hoy Universidad del Zulia.
Los estudios médicos en Venezuela se realizaban entonces sólo de manera teórica, sin que el recién graduado hubiera visto nunca un enfermo o un cadáver. De allí surgió su tesis sobre la práctica obligatoria de los estudiantes de Medicina en hospitales. 

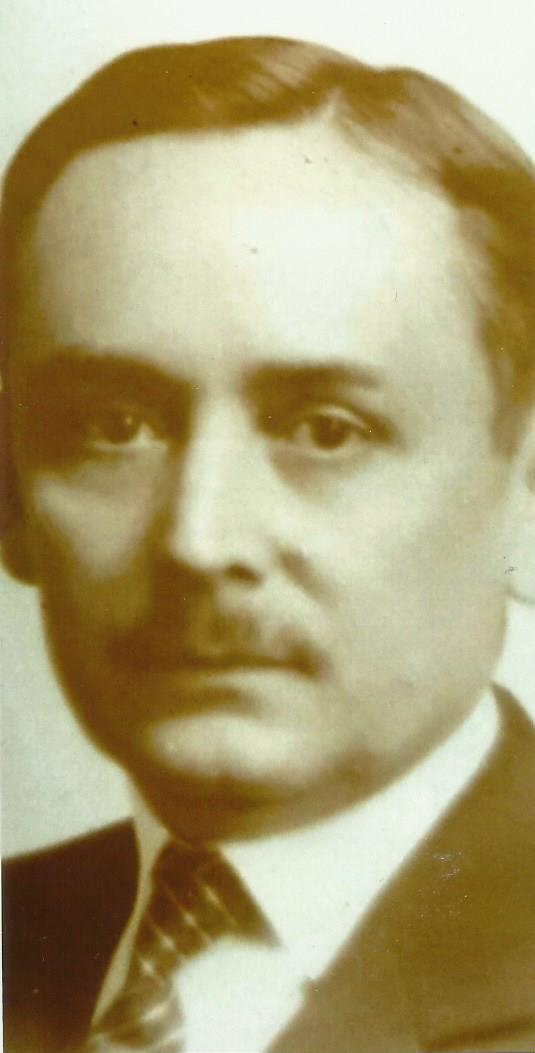
Ministro Néstor Luis Pérez Luzardo, pieza clave en el proceso de construcción de un hospital universitario para la ciudad de Maracaibo

Gracias a la constancia con la cual divulgó su tesis, la Escuela de Medicina del Zulia fue la primera del país suramericano en contar con práctica universitaria dentro de un hospital. Ocurrió en 1894, cuando se creó en el Hospital Chiquinquirá de Maracaibo la primera cátedra de Clínica Quirúrgica de Venezuela.
Su ambición iba mucho más allá y por ello emprendió una cruzada, que duró medio siglo, para que Maracaibo contara con un hospital universitario, dedicado a la docencia e investigación médica. Un hospital comprometido con la universidad y ubicado en la zona de la Escuela de Medicina.

### Néstor Luis Pérez. Pieza clave
La muerte sorprendió a Esteva Parra en 1905, a la edad de 75 años, sin ver realizado este proyecto, pero dejó bien sembrada su inquietud en la sociedad de la época. En 1936 el destino colocó a su sobrino nieto Néstor Luis Pérez frente al Ministerio de Fomento. Buen conocedor de la cruzada emprendida por su pariente, el ministro exigió a una empresa petrolera internacional, que operaba en el país, construir a cambio de impuestos un hospital dedicado a la docencia y cercano a la Escuela de Medicina.
Así nació el Hospital Quirúrgico de Maracaibo, construido junto a la Escuela de Medicina. Este hospital sería reemplazado en los años cincuenta por uno más moderno, que se llamaría Hospital Universitario “Joaquín Esteva Parra”. Por motivos relacionados con la transición de gobierno, entre la dictadura de Marcos  Pérez Jiménez y la democracia, el hospital nunca fue formalmente registrado con el nombre del ilustre. Ello a pesar de que, durante casi sesenta años, los zulianos han solicitado una y otra vez cumplir la promesa de rendir oficialmente este homenaje.